# Burnt Oak (metrostation)
Burnt Oak is een station van de metro van Londen aan de Northern Line dat is geopend in 1924.

## Geschiedenis
Het station is ontworpen door architect Stanley Heaps en kent een indeling die vergelijkbaar is met Colindale. Het station zou aanvankelijk Sheves Hill genoemd worden maar in 1924 verscheen een kaart waar dat was doorgestreept met een extra opdruk Burnt Oak. Het station werd pas twee maanden na de rest van de lijn geopend en het stationsgebouw was pas in 1925 voltooid. In 1926 werd for Watling aan de stationsnaam toegevoegd, hetgeen in 1952 weer van de kaart was verdwenen.  
In 2018 werd aangekondigd dat het station in 2022 rolstoeltoegankelijk zou zijn, als onderdeel van een investering van £ 200 miljoen om het aantal rolstoeltoegankelijke stations op de metro te vergroten.

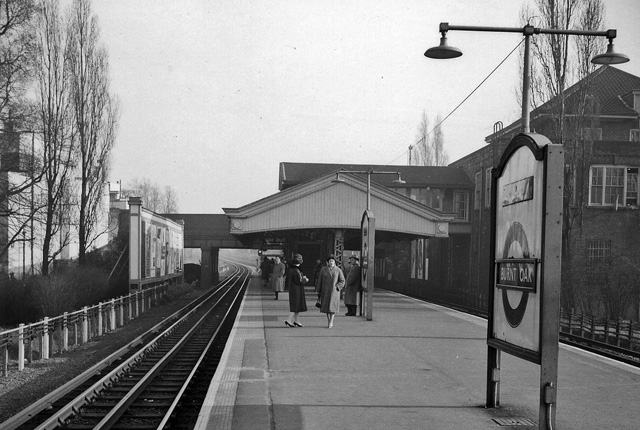
Het station in 1961..
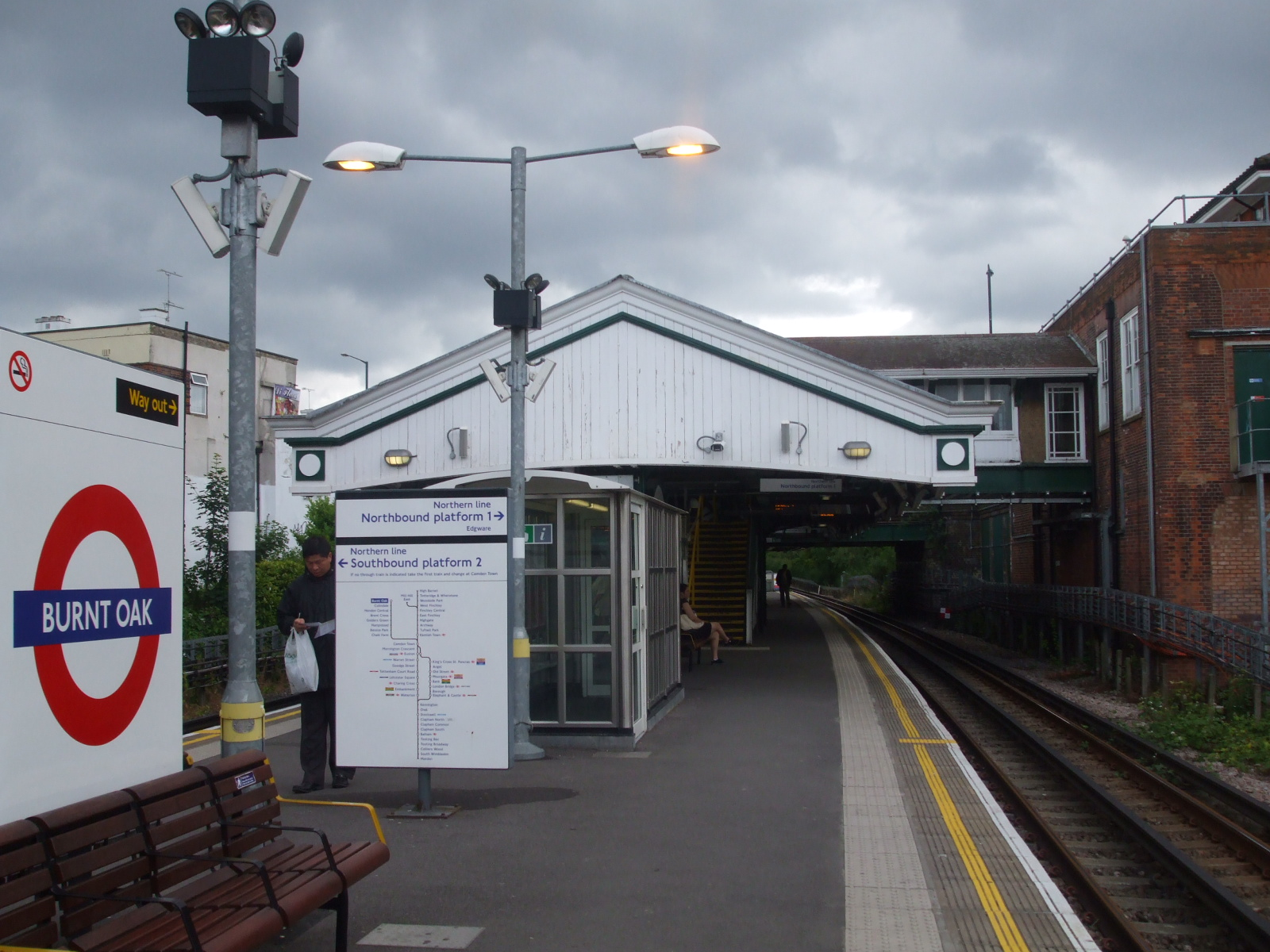
..en in 2008.
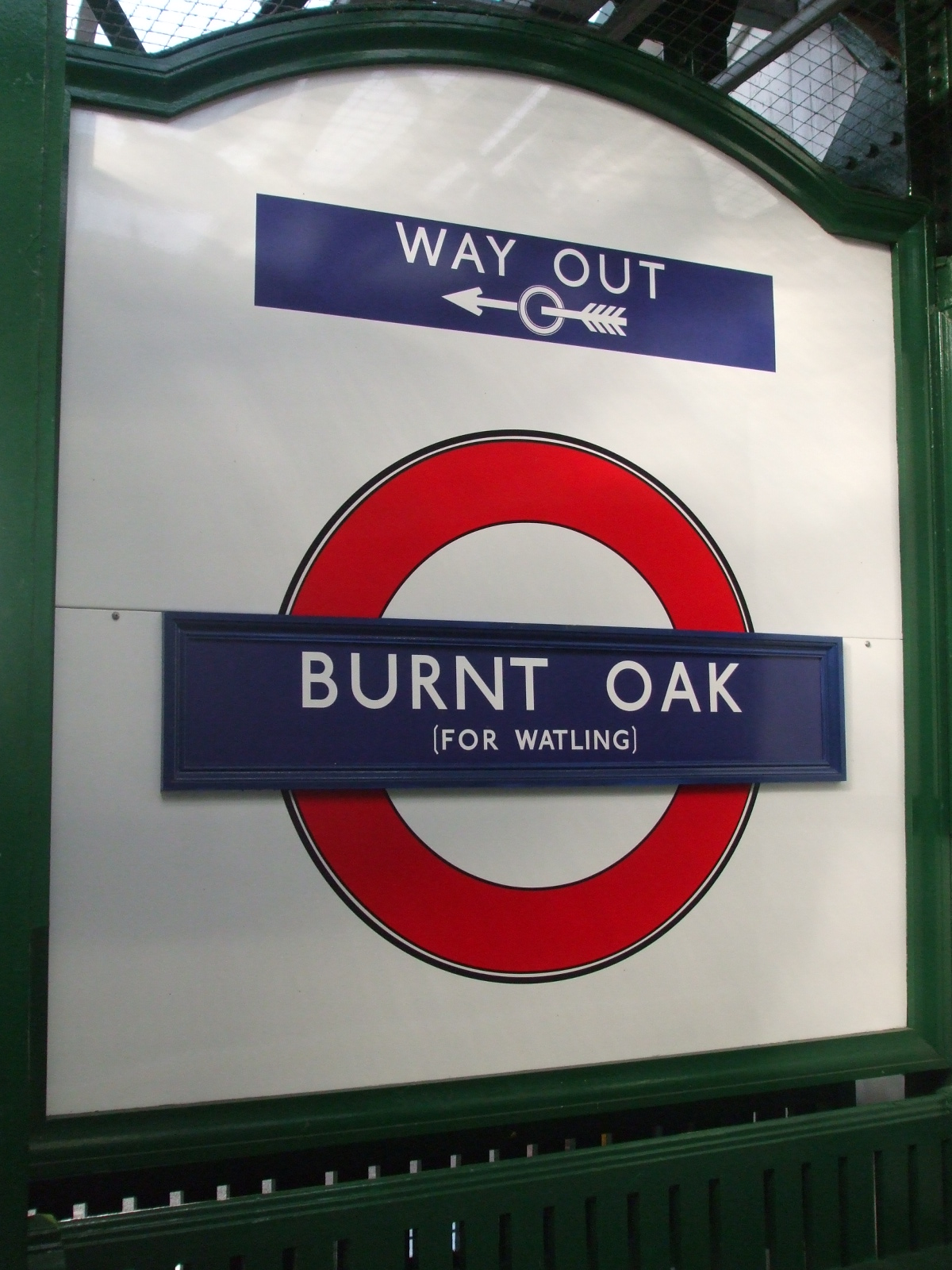
De toevoeging op een oude roundel.

## Ligging en inrichting
Het station ligt aan Watling Avenue een zijstraat van Edgware Road (A5) een Romeinse weg die Watling Street heette in een dunbevolkt gebied. Vlak ten oosten van het station ligt de Burnt Oak Bibliotheek en aan de westkant liggen winkels aan de Watling Avenue. In de buurt van het station liggen de Barnfield Primary School, Burnt Oak Brook, Goldbeaters Primary School, Barnet Burnt Oak Leisure Centre en het Edgware Community Hospital. Het gebied rondom de stations Burnt Oak en Colindale wordt in de toekomstvisie London Plan uit 2004/2015 aangemerkt als een van de 38 opportunity areas in Groot-Londen (gebieden met goede ontwikkelingsmogelijkheden).
Tijdens de daluren doen 10 metro's per uur per richting het station aan. 

## Fotoarchief
- London Transport Museum Photographic Archive
  - De aanleg van Watling Avenue tussen Burnt Oak en Edgware Road (A5) op 14 mei 1924
  - De T-kruising van Watling Avenue (rechts op de foto) ende A5 in 1926
  - Het tijdelijke stationsgebouw uit 1924
  - Het definitieve station in 1925